# Brenda Taylor (athlétisme)
Pour les articles homonymes, voir Brenda Taylor et Taylor.
Brenda Taylor (née le 9 février 1979 à Saint-Louis) est une athlète américaine, spécialiste du 400 mètres haies.

## Biographie
Elle remporte la médaille de bronze du relais 4 × 400 mètres lors des Championnats du monde en salle 2003, à Birmingham, aux côtés de Monique Hennagan, Meghan Addy et Mary Danner. Sur 400 m haies, en 2004, elle se classe septième des Jeux olympiques et troisième de la Finale mondiale de l'IAAF.

### Palmarès
| Date | Compétition                    | Lieu           | Résultat | Épreuve     |
| ---- | ------------------------------ | -------------- | -------- | ----------- |
| 2003 | Championnats du monde en salle | Birmingham     | 3e       | 4 × 400 m   |
| 2003 | Jeux panaméricains             | Saint-Domingue | 4e       | 400 m haies |
| 2003 | Finale mondiale de l'IAAF      | Monaco         | 5e       | 400 m haies |
| 2004 | Jeux olympiques                | Athènes        | 7e       | 400 m haies |
| 2004 | Finale mondiale de l'IAAF      | Monaco         | 3e       | 400 m haies |

### Records
| Épreuve     | Performance | Lieu       | Date            |
| ----------- | ----------- | ---------- | --------------- |
| 400 m       | 52 s 56     | San Diego  | 22 mars 2003    |
| 400 m haies | 53 s 36     | Sacramento | 10 juillet 2004 |